# Seul contre tous (film, 1998)
Pour les articles homonymes, voir Seul contre tous.
Pour plus de détails, voir Fiche technique et Distribution.
Seul contre tous est un thriller dramatique français co-produit, écrit et réalisé par Gaspar Noé, sorti en 1998.
Il s'agit d'une suite du premier moyen-métrage du réalisateur, Carne, sorti en 1991.

## Synopsis
L'histoire d'un boucher, le protagoniste, est racontée à travers une voix off ainsi qu'un montage de photographies fixes. Cette partie constitue l'intrigue de Carne. 
Devenu orphelin dès son plus jeune âge, il a été abusé sexuellement par un prêtre. Adolescent, n'ayant la possibilité d'étudier et d'apprendre le métier de son choix, il embrasse à contrecœur une carrière de boucher spécialisé dans la viande de cheval.
Après plusieurs années de travail acharné, il ouvre enfin sa propre boucherie, tandis que sa petite amie accouche d'une fille. Lorsque la femme se rend compte que l'enfant n'est pas un garçon, elle abandonne le jeune père, seul avec son enfant. Dans le court-métrage Carne, acceptant la fatalité de son destin avec lucidité, le Boucher décide de s'occuper seul de sa fille. Au fur et à mesure que la solitude grandit dans l'esprit de ce père célibataire, il devient surprotecteur et développe des sentiments de type incestueux pour son enfant. Quand il voit du sang sur sa jupe, il poignarde l'homme qui, selon lui, aurait violé sa fille. Il comprendra plus tard que les taches n'étaient que du sang menstruel. Il est condamné à la prison et contraint de vendre sa boutique à un boucher musulman, tandis que sa fille, en état de choc manifeste, est envoyée dans une institution de santé.
En prison, le boucher entretient des relations sexuelles avec son compagnon de cellule et, à sa libération, jure d'oublier tout ce qui s'est passé. Il trouve un emploi en tant que barman pour la propriétaire de la taverne où il était un client régulier. Elle et lui commencent à sortir ensemble, et bientôt elle tombe enceinte. Alors qu'ils commencent à planifier leur avenir ensemble, elle vend son affaire et ils déménagent dans le nord de la France, où elle a dit qu'elle lui achèterait une boucherie afin de repartir sur des bases saines.
Placée devant le fait accompli, elle renonce finalement à sa promesse, ce qui oblige le boucher à accepter un emploi de veilleur de nuit dans une maison de retraite. Au cours de son travail, il rencontre une jeune infirmière très attentionnée qui est tout le contraire de sa concubine, froide et déjà bien âgée. Après que lui et l'infirmière ont été témoins de la mort d'un patient âgé, le boucher repense au manque d'affection qu'il a subi tout au long de sa vie, allant de l'orphelinat jusqu'à cette nouvelle vie avec une femme impassible qui abuse du pouvoir qu'elle a sur lui à cause de son argent. Lorsque sa compagne l'accuse injustement d'entretenir une liaison avec cette infirmière, il s'emporte violemment et lui inflige une série de coups de poing dans le ventre, tuant très probablement leur enfant sur le point de naître, puis vole un pistolet dans la chambre de l'appartement et s'enfuit.
Il décide de revenir à Paris, où il loue la même chambre d'hôtel qu'il avait louée lors de la conception de sa fille, et commence à chercher une place de boucher de viande de cheval. Malheureusement, en raison de l'évolution des goûts des clients pendant sa peine de prison, le marché de la viande de cheval est déliquescent. Malgré sa patience, ses entretiens d'embauche se soldent systématiquement par un refus. Il élargit sa recherche de travail mais est considéré comme un ouvrier non-qualifié en termes de boucherie générale, ce qui l'oblige à devoir tout recommencer depuis le début.
Il commence à chercher à l'extérieur de sa branche, mais plus il élargit ses recherches, plus les entretiens d'embauche deviennent humiliants. Il reste poli, mais plus il devient désespéré, plus il est rejeté rapidement par les managers qu'il rencontre. Lorsqu'il se tourne vers ses anciens amis pour obtenir des conseils, ceux-ci le rejettent tous. Après avoir été refoulé dans un abattoir qui faisait autrefois affaire avec sa boutique, le boucher décide de tuer le directeur de l'abattoir. Il complote le meurtre dans un bar mais est expulsé par le barman, sous la menace d'une arme, après s'être disputé avec son fils. Le boucher découvre qu'il n'a que trois balles dans son pistolet et commence à les attribuer aux hommes qui, selon lui, l'ont le plus humilié.
De plus en plus isolé, il décide de partir à la recherche de la seule personne qui, selon lui, l'ait jamais aimé : sa fille. Après l'avoir rencontrée à l'asile où elle est hospitalisée, il la ramène dans sa chambre, où il est en proie à des sentiments troubles à son égard. Alors qu'il est sur le point de perdre la raison, il envisage d'avoir des relations sexuelles avec sa fille avant de la tuer. Après la représentation de ce fantasme, le film revient sur le moment de l'hésitation du Boucher. Il décide de ranger son pistolet, résolu à être bon, et embrasse sa fille en larmes. Mais il recommence à envisager d'avoir des relations sexuelles avec elle de la même manière qu'il l'a fait avec sa mère.
Debout devant la fenêtre de sa chambre, il ouvre la veste de sa fille et commence à la caresser. Alors qu'il commence à abuser de sa fille, le Boucher, perdu dans des pensées de plus en plus incohérentes, tente de justifier son acte inqualifiable en affirmant que le monde condamne son amour pour sa fille, non parce qu'il est foncièrement mauvais, mais uniquement parce qu'il est trop puissant.

## Fiche technique
- Titre original et francophone : Seul contre tous
- Titre international : I Stand Alone
- Réalisation et scénario : Gaspar Noé
- Musique : Thierry Durbet
- Décors : Alain Juteau
- Photographie : Dominique Colin
- Son : Jean-Luc Audy, Olivier Le Vacon, Olivier Dô Hùu
- Montage : Lucile Hadzihalilovic, Gaspar Noé
- Production : Lucile Hadzihalilovic, Gaspar Noé
- Sociétés de production : Canal+, Les Cinémas de la Zone, Love Streams Productions
- Sociétés de distribution : Rezo Films
- Pays d'origine :  France
- Langue originale : français
- Format : couleur - 35 mm
- Genre : thriller dramatique
- Durée : 93 minutes
- Date de sortie :
  - France : 17 février 1999 (sortie nationale)
- Classification :
  - Interdit aux moins de 16 ans

## Distribution
- Philippe Nahon : le boucher
- Blandine Lenoir : Cynthia, sa fille (également dans le court-métrage Carne)
- Frankie Pain : sa maîtresse
- Martine Audrain : sa belle-mère
- Jean-François Rauger : agent immobilier
- Guillaume Nicloux : gérant de supermarché
- Olivier Doran : narrateur
- Aïssa Djabri : Dr. Choukroun
- Serge Faurie : le directeur d'hôpital
- Paule Abécassis : la junkie
- Stéphanie Sec : l'infirmière

## Distinctions
(mars 2024).
La mise en forme du texte ne suit pas les recommandations de Wikipédia : il faut le « wikifier ».
Les points d'amélioration suivants sont les cas les plus fréquents. Le détail des points à revoir est peut-être précisé sur la page de discussion.
- Les titres sont pré-formatés par le logiciel. Ils ne sont ni en capitales, ni en gras.
- Le texte ne doit pas être écrit en capitales (les noms de famille non plus), ni en gras, ni en italique, ni en « petit »…
- Le gras n'est utilisé que pour surligner le titre de l'article dans l'introduction, une seule fois.
- L'italique est rarement utilisé : mots en langue étrangère, titres d'œuvres, noms de bateaux, etc.
- Les citations ne sont pas en italique mais en corps de texte normal. Elles sont entourées par des guillemets français : « et ».
- Les listes à puces sont à éviter, des paragraphes rédigés étant largement préférés. Les tableaux sont à réserver à la présentation de données structurées (résultats, etc.).
- Les appels de note de bas de page (petits chiffres en exposant, introduits par l'outil «  Source ») sont à placer entre la fin de phrase et le point final[comme ça].
- Les liens internes (vers d'autres articles de Wikipédia) sont à choisir avec parcimonie. Créez des liens vers des articles approfondissant le sujet. Les termes génériques sans rapport avec le sujet sont à éviter, ainsi que les répétitions de liens vers un même terme.
- Les liens externes sont à placer uniquement dans une section « Liens externes », à la fin de l'article. Ces liens sont à choisir avec parcimonie suivant les règles définies. Si un lien sert de source à l'article, son insertion dans le texte est à faire par les notes de bas de page.
- La présentation des références doit suivre les conventions bibliographiques. Il est recommandé d'utiliser les modèles {{Ouvrage}}, {{Chapitre}}, {{Article}}, {{Lien web}} et/ou {{Bibliographie}}. Le mode d'édition visuel peut mettre en forme automatiquement les références.
- Insérer une infobox (cadre d'informations à droite) n'est pas obligatoire pour parachever la mise en page.

Pour une aide détaillée, merci de consulter Aide:Wikification.
Si vous pensez que ces points ont été résolus, vous pouvez retirer ce bandeau et améliorer la mise en forme d'un autre article.
- Festival de Cannes 1998 / Semaine de la critique : Prix Mercedes-Benz, mention du Prix de la jeunesse, en compétition pour la Caméra d'or
- Festival de Sarajevo 1998 : Prix Fipresci de la critique internationale
- Festival de Sitges 1998 : Prix du meilleur scénario
- Festival de Namur 1998 : Bayard d'or du meilleur acteur pour Philippe Nahon
- Rencontres franco-américaines d'Avignon 1998 : Prix spécial du jury
- Festival de Stockholm 1998 : Prix du meilleur premier film et Prix de la meilleure photo